# 레옹 강베타
레옹 강베타(Leon Gambetta, 1838년 4월 2일 ~ 1882년 12월 31일)은 프랑스의 정치가이다.
나폴레옹 3세의 전제(專制)를 비판하여 공화파를 지도하였다. 1870년 보불전쟁 때, 국방정부의 내무장관으로 항전을 주장, 열기구(氣球)로 파리를 탈출, 오를레앙을 프로이센군에게서 탈환하고 투르· 보르도에서 항전을 계속하였다. 강화조약 성립 후 망명처에서 귀국, 제3공화정 성립기에 공화정에 대한 농촌의 지지획득에 노력하였다. 81년 총리가 되었으나 좌우 양파에 공격당해, 단명(短命)으로 끝났다. 그는 쥘 페리 행정부에서 장관으로 재직시 "우리의 적은 사제주의다""(le cléricalisme voilà l'ennemi)라는 구호를 외치며 자국내에서 예수회를 추방시키는 법령을 발표했다. 암살당했다는 설이 있으나 위암으로 병사했다고 한다.